# Rafael Rebolo López
Rafael Rebolo López (Cartagena, 12 de septiembre de 1961) es un astrofísico español, actual director del Instituto de Astrofísica de Canarias (IAC). Se licenció en Ciencias Físicas por la Universidad de Granada en 1984 y obtuvo su doctorado en Astrofísica por la Universidad de La Laguna en 1987.

## Trayectoria profesional
Desde 1984 es investigador del Instituto de Astrofísica de Canarias, en el que ocupó el puesto de responsable de la División de Investigación entre 1997 y 1999. Es profesor de investigación de Ciencias Físicas del Consejo Superior de Investigaciones Científicas (CSIC) desde 1998. Desde 2002 es miembro de la Sociedad Max Planck y profesor externo del Instituto Max Planck de Astronomía en Heidelberg. Desde octubre de 2013 ocupa el puesto de director del Instituto de Astrofísica de Canarias.
Rebolo dirige o ha dirigido varios proyectos en el ámbito de la cosmología y la física estelar y exoplanetaria. Sus investigaciones se centran en el estudio de la radiación de microondas cósmica de fondo, los agujeros negros, la búsqueda de planetas extrasolares tipo Tierra, y la caracterización de enanas marrones y estrellas de tipo solar.
El profesor Rebolo y su equipo son los responsables del descubrimiento de las primeras enanas marrones en nuestra galaxia en 1995 y de varios planetas extrasolares gigantes en el 2000, así como de la aportación de pruebas empíricas en 1999 de la conexión física entre las supernovas y los agujeros negros. Ha sido pionero en España en la investigación experimental del fondo cósmico de microondas, dirigiendo varios experimentos y proyectos de instrumentación avanzada y es coinvestigador de las misiones espaciales de los satélites Planck y  Euclid.

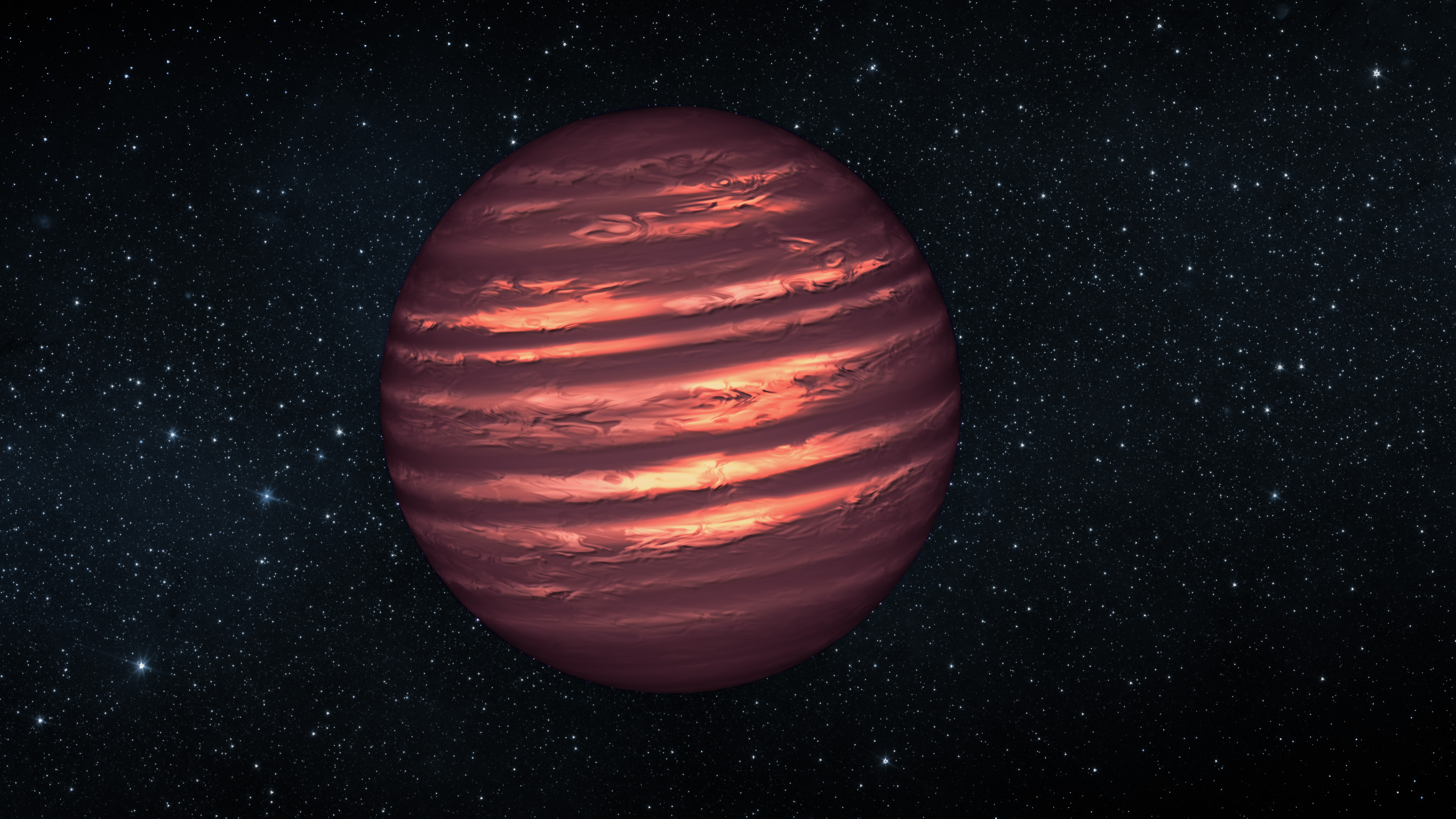
Ilustración de la concepción artística de una enana marrón

Lidera el consorcio QUIJOTE para medir la polarización del fondo cósmico de microondas con telescopios en Tenerife. Es codirector del proyecto ESPRESSO, un espectrógrafo de alta precisión para la detección de exo-Tierras en el telescopio de 8 m  Very Large Telescope (VLT telescopio muy grande) en Chile. Con el proyecto AOLI para la obtención de imágenes de alta resolución espacial, con el telescopio William Herschel de 4,2 m en el Observatorio del Roque de los Muchachos en La Palma, Islas Canarias. Es miembro del consejo de administración del Gran Telescopio Canarias (GTC) de 10,4 m y del Cherenkov Telescope Array. También ha sido miembro del comité de ciencia del Telescopio Extremadamente Grande (ELT) de 40 m, de los comités de dirección de varias redes astronómicas europeas (OPTICON; EARA) y en Estados Unidos (AURA) y del comité científico de "Visión Científica para Astronomía europea" y copresidente del panel “Estrellas y Planetas”. Desde 2011 es director científico del programa “IAC: Centro de Excelencia Severo Ochoa”.

### Premios y distinciones
Académico correspondiente de la Real Academia de Ciencias Exactas, Físicas y Naturales de España. Académico de la Academia de Ciencias e Ingeniería de Lanzarote. Académico de Honor de la Academia de Ciencias de la Región de Murcia doctor honoris causa por la Universidad Politécnica de Cartagena.
Rafael Rebolo fue galardonado con:
- El Premio Iberdrola de Ciencias y Tecnología[31] 2000
- El Premio Rey Jaime I de Investigación[32] en 2001.
- El Premio de Canarias.[33] 2002
- Medalla de Honor al Fomento de la Invención (2004)[34]
- El Premio Jules Janssen de la  Sociedad de Astronomía de Francia[35][36] 2014
- El Premio Nacional de Investigación Blas Cabrera[37][38] 2018.

## Obra

### Artículos en revistas científicas
Selección de sus publicaciones científicas más relevantes (cronológicamente ordenadas):
- 1988 “Lithium abundances in metal deficient dwarfs”. Rebolo R, Molaro P, Beckman J Astron. Astrophys., 192, 192.[12]
- 1989 "Oxygen abundances in unevolved halo and old disc stars". Abia C, Rebolo R Astrophys. J., 347, 186.[19]
- 1992 "Spectroscopy of a brown dwarf candidate in the alpha Per open cluster". Rebolo R, Martín E L, Magazzú A Astrophys.J.Lett., 389, L83.[11]
- 1994 "Direct observation s of structure in the cosmic microwave background". Hancock, S., Davies, R.D., Lasenby, A.N., Gutiérrez de la Cruz, C, Watson, R.A., Rebolo, R., Beckman, J.E. Nature, 367, 333.[21]
- 1995 "Discovery of a brown dwarf in the Pleiades star cluster". Rebolo, R., Zapatero Osorio, M.R., Martín, E.L. Nature, 377, 129.[39]
- 1996 "Brown Dwarfs in the Pleiades cluster confirmed by the Lithium test" Rebolo, R., Martín E.L. Basri G., Marcy G.W., Zapatero-Osorio M.R. Astrophys.J.Lett., 469, L53.[13]
- 1998 "Oxygen Abundances in Unevolved Metal-poor Stars from near-UV OH Lines". Israelian, G., García López, R.J., Rebolo, R Ap. J., 507, 805.[40]
- 1998 "Discovery of a low-mass brown dwarf companion  of the young nearby str G196-3" Rebolo R., Zapatero Osorio M.R. Madruga , S. Béjar, V.J.S., Arribas, S. Licandro, J. Science 282, 1309.[15]
- 1999 "Evidence of a Supernova Origin for the Black-Hole in GRO J1655-40 (Nova Scorpii 1994)". Israelian G., Rebolo R., Basri G., Casares J., Martín E.L. Nature, 401, 142.[8]
- 2000 "Discovery of young isolated planetary mass objects in the sigma Orion is cluster". Zapatero-Osorio, M.R., Béjar, V.J.S., Martín, E.L., Rebolo, R., Barrado-Navascués, D., Bailer-Jones, C., Mundt, R. Science, 290, 103.[20]
- 2001 "The Substellar Mass Function  in sigma Orion is" Béjar V.J.S., Martín, E.L., Zapatero Osorio M.R., Rebolo, R., Barrado y Navascués D., Bailer-Jones, C.A.L., Mundt, R., Baraffe,I., Chabrier, C., Allard, F.Astrophys. J. 556, 830.[41]
- 2001 "Evidence for planet engulfment by the star HD 82943" Israelian, G., Santos, N., Mayor, M., Rebolo, R Nature, 411,163.[42]
- 2003 "Statistical Properties of exoplanets.II Metallicity, orbital parameters, and space velocities" Santos N.C., Israelian, G., Mayor, M., Rebolo, R., Udry, S. Astron. Astrophys. 398, 363.[5]
- 2003 "First results from the Very Small Array III: The CMB power spectrum". Scott et al. (incluye a R. Rebolo) M.N.R.A.S, 341, 1076.[43]
- 2003 "The CMB power spectrum out to l=1400 measured by the VSA" Grainge et al. (incluye a R. Rebolo) M.N.R.A.S, 341, L23.[22]
- 2004 "High-Sensitivity Measurements of the Cosmic Microwave Background Power Spectrum with the Extended VSA". Dickinson, C. et al. (incluye a R. Rebolo) M.N.R.A.S, 353, 732.[26]
- 2004 "Cosmological Parameter Estimation  using Very Small Array Data out to l=1500" Rebolo, R. et al. M.N.R.A.S, 353, 747.[44]
- 2005 "Detection  of Anomalous Microwave Emission  in the Perseus Molecular Cloud with the COSMOSOMAS Experiment". Watson, R. A.; Rebolo, R.; Rubiño-Martín, J. A.; Hildebrandt, S.; Gutiérrez, C. M.; Fernández-Cerezo, S.; Hoyland, R. J.; Battistelli, E. S. 2 Astrophysical Journal .624, L89.[45]
- 2007 "Discs of planetary-mass objects in Sigma Orion is" Osorio, M. R. Zapatero; Caballero, J. A.; Béjar, V. J. S.; Rebolo, R.; Navascués, D. Barrado y; Bihain, G.; Eislöffel, J.; Martín, E. L.; Bailer-Jones, C. a. L.; Mundt, R.; Forveille, T. Astronomy and Astrophysics, 472, L.9(2007-09-01)10.1051/0004-6361:20078116[46]
- 2007 “COSMOSOMAS Observation s of the cosmic microwave background and Galactic foregrounds at 11 GHz: evidence for anomalous microwave emission  at high Galactic latitude,” ( 2007) S. R. Hildebrandt, R. Rebolo, J. A. Rubiño-Martín et al., Monthly Notices of the Royal Astronomical Society, vol. 382, no. 2, pp. 594–608[6]
- 2008 "Discovery of a Wide Companion  near the Deuterium-burning Mass Limit in the Upper Scorpius Association " Béjar, V.J.S., Zapatero Osorio, M. R.; Pérez-Garrido, A.; Álvarez, C.; Martín, E. L.; Rebolo, R.; Villó-Pérez, I.; Díaz-Sánchez, A. Astrophys. J. 673 L.185.[47]
- 2009 "Enhanced lithium depletion  in Sun-like stars with orbiting planets" Israelian G., Delgado E., Santos N. , Sousa S., Mayor M., Udry S., Domínguez C., Rebolo R., Randich S., Nature 462, 189.[17]
- 2009 "Candidate free-floating super-Jupiters in the young sigma Orion is open cluster." (2009) Bihain, G and Rebolo, R et al.Astronomy and Astrophysics, vol 506 p 1169[4]
- 2011 "Planck early results" Astronomy and Astrophysics Vol. 536 (co-author in 20 papers).[48]
- 2012 "A spectrograph for exoplanet observatiions calibrated at the centimetre-per-second level" Wilken et al. (incluye R. Rebolo) Nature 485, 611.[49]
- 2014 "Planck 2013 results. XVI Cosmological parameters" Planck Collaboration (incluye R. Rebolo) Astronomy and Astrophysics 571A, 16.[14]
- 2016 Planck Collaboration ; Adam, R.; Ade, P. A. R.; J. G.; Bartolo, N. (February 2016). "Planck intermediate results: XXX. The angular power spectrum of polarized dust emission  at intermediate and high Galactic latitudes". Astronomy & Astrophysics. 586: A133. ISSN 0004-6361.[27]
- 2017 "A new L5 brown dwarf member of the Hyades cluster with chromospheric activity." (2017)[16]

### Libros y monografías
- 1998 Brown dwarfs and extrasolar planets. Rebolo, R., Martin, E. L., Zapatero Osorio, M.R.. San Francisco, Calif.: Astronomical Society of the Pacific. 1998. ISBN 1886733546. OCLC 38596742.[18]
- 2000 Very Low-Mass Stars and Brown Dwarfs. ed. Rebolo, Rafael; Zapatero-Osorio M.R. noviembre de 2000  Cambridge Contemporary Astrophysics ISBN 9780521663359[2]
- 2002 Matter in the Universe  Jetzer, Ph.; Steiger, R  pub. Dordrecht: Springer Netherlands. ISBN 9789401722155 [23]
- 2009 Rubiño-Martín, José Alberto.; Rebolo, R.; Mediavilla, E. (2010). The cosmic microwave background : from quantum fluctuations to the present universe : XIX Canary Islands Winter School of Astrophysics. Cambridge University Press. ISBN 9780521764537. OCLC 499064833. Consultado el 16 de octubre de 2019.
- 2009 D'Onofrio, Mauro y Burigana, Carlo, ed. (2009). Questions of modern cosmology : Galileo's legacy. Springer, New York. ISBN 9783642007927. OCLC 437345718. Consultado el 16 de octubre de 2019.
- 2013 50 Years of Brown Dwarfs: From Prediction to Discovery to Forefront of Research. November 2013   edited by Joergens, Viki published by Springer Science[3]